# Batillipes adriaticus
Batillipes adriaticus är en djurart som tillhör fylumet trögkrypare, och som beskrevs av Grimaldi de Zio, Morone De Lucia, D'Addabbo Gallo och Grimaldi 1979. Batillipes adriaticus ingår i släktet Batillipes och familjen Batillipedidae. Inga underarter finns listade i Catalogue of Life.